# 鹿乃
鹿乃（12月24日），日本女歌手，兼任虚拟YouTuber。原是獨立同人歌手，從2010年首個作品上載至niconico動畫開始活動至今，作品以翻唱使用VOCALOID創作的原創歌曲和動畫歌曲爲主，也有原創歌曲。目前是Imperial Records旗下歌手。

## 歷程
2010年
- 1月16日以「鹿乃」爲名，在niconico動畫上投稿自己的首個翻唱作品《恋爱循环》，隨後的數回投稿也獲得了高點擊播放量。
- 7月23日投稿的「ハロ/ハワユ」獲得了niconico翻唱排名第一的記錄，是鹿乃的翻唱成名作之一，並因此進入VOCALOID原創歌曲翻唱殿堂（ボカロオリジナルを歌ってみた）。[2]

2011年
- 1月16日發佈了第一張專輯單曲《ばんび～の》。

2015年
- 1月，加入日本華納娛樂並正式出道。
- 5月4日，其Twitter追隨者數量超過了10萬。
- 5月20日，宣佈電視動畫《放學後的昴星團》的片頭曲《Stella-rium》由鹿乃擔任主唱。

2016年
- 1月6日，推出目前個人最新的同人專輯《メリー》。
- 5月11日，推出《nowhere》專輯，收錄出道以來的演唱作品（包括《Stella-rium》等10支）。
- 7月2日，舉行出道以來的首次Live演出。[3]
- 9月7日，電視動畫《發條精靈戰記 天鏡的極北之星》的片尾曲使用鹿乃主唱的《nameless》，本歌曲也作為她的第三張單曲發售。

2017年
- 5月24日，鹿乃主唱的《day by day》作為電視動畫《劍姬神聖譚》的片尾曲，同時也作為她的第4張單曲發售。[4]
- 12月20日發表第二張個人專輯《アルストロメリア》。[5]

2018
- 4月，播出的電視動畫《實驗品家庭》，片尾曲《春に落ちて》主唱由鹿乃擔當。[6]
- 12月19，第三張專輯《rye》發售。[7]。

2019
- 3月22日和24日，鹿乃在上海以及廣州舉辦了「2019鹿乃Days中國演唱會」，同時這也是鹿乃的第一次國外Live。
- 8月1日，鹿乃作为虚拟YouTuber组合“花寄女生宿舍”[註 1]的一员正式Vtuber出道[8]。
- 9月25日，发行专辑《（曾经与你的约定）》，致敬已经去世的samfree（英语：samfree），专辑内歌曲为samfree所作。
- 10月，電視動畫《碧藍航線》，片尾曲《光の道標》由鹿乃演唱。[9]

2020年
- 3月4日，第四張專輯《yuanfen》發售。[10]
- 9月2日，發表包含《宇崎學妹想要玩！》片頭曲《なだめスかし Negotiation》的第6張單曲專輯。

2021年
- 2月15日，所属虚拟YouTuber组合“花寄女生宿舍”解散，转为个人运营。
- 2月11日，担任bilibili拜年官，与泠鸢、hanser、祖娅纳惜合唱《吉祥话》。
- 5月25日，公开虚拟YouTuber与自己原歌手身份关系，并于5月28日改用新名号“（鹿乃樱帆）”作为新虚拟YouTuber身份继续运营。

2022年
- 1月26日，发布《鹿乃BEST》的个人最佳专辑。
- 8月12日，與歌手Lon組成兩人組合MKLNtic。
- 10月8日，宣布继续作为《宇崎學妹想要玩！》第二期电视动画片頭曲的演唱者。

## 簡介
- 歌唱風格以萌系少女、電音為主，但偶爾也有強勢女性風格歌唱的翻唱作品，像是《小夜子》。
- 從未公開過個人形象照片，同人翻唱、創作時代一直以Pixiv用戶「水玉子（页面存档备份，存于）」所作的立繪形象插畫（波波頭髮型+一對小鹿角的小女孩形象）示人以及印製於個人單曲/專輯的封面，這個形象在出道以後也一直在使用中。出道後，在鹿乃的Line部落格首頁上也可隱約見到其本尊形象，但在Fans握手會中也會帶上口罩示人。[11]

## 音樂作品
最高排名以Oricon公信榜為評判標準。

### 單曲
| 序列 | 發行日         | 單曲名稱                 | 規格編號   | 規格編號   | 規格編號   | 最高排名 |
| 序列 | 發行日         | 單曲名稱                 | 歌手盤     | 動畫盤     | 通常盤     | 最高排名 |
| ---- | -------------- | ------------------------ | ---------- | ---------- | ---------- | -------- |
| 1st  | 2015年5月20日  | Stella-rium              | 1000565790 | 不適用     | 1000565791 | 28位     |
| 2nd  | 2015年11月18日 | ディアブレイブ           | 1000582740 | 1000582741 | 不適用     | 38位     |
| 3rd  | 2016年9月7日   | nameless                 | 1000619715 | 1000619716 | 1000619768 | 38位     |
| 4th  | 2017年5月24日  | day by day               | 1000644987 | 1000644988 | 1000644989 | 41位     |
| 5th  | 2019年11月27日 | 光の道標                 | 不適用     | XNST-10015 | 不適用     | 32位     |
| 6th  | 2020年9月2日   | なだめスかし Negotiation | TEI-143/5  | 不適用     | TEI-144    | 24位     |
| 7th  | 2021年1月27日  | コンパスソング           | TEI-169    |            | TEI-170    | 34位     |

#### 数位下载单曲
- 春に落ちて - 2018年6月6日
- HOPE - 2018年10月24日

### 專輯

#### 個人同人專輯
這裡是鹿乃出道前或出道後以個人身份發表的專輯。
| 序列 | 發行日         | 單曲名稱         | 規格編號  |
| ---- | -------------- | ---------------- | --------- |
| 1st  | 2011年1月16日  | ばんび〜の       | SVCL-0004 |
| 2nd  | 2011年11月19日 | Sweet Ices Cream | BBCL-0001 |
| 3rd  | 2012年8月11日  |                  | BBCL-0002 |
| 4th  | 2012年12月31日 | すきなの。       | BBCL-0003 |
| 5th  | 2013年8月12日  |                  | BBCL-0004 |
| 6th  | 2014年1月5日   |                  | BBCL-0005 |
| 7th  | 2014年12月30日 | グッドハロー     | BBCL-0006 |
| 8th  | 2016年1月6日   | メリー           | BBCL-0007 |
| 9th  | 2017年12月29日 | one              | BBCL-0008 |
| 10th | 2018年8月10日  | two              | BBCL-0009 |
| 11th | 2019年8月12日  | three            | BBCL-0010 |
| 11th | 2019年8月12日  | blue             | BBCL-0011 |

#### 個人商業專輯
這裡是由唱片公司發行的鹿乃的個人商業專輯。
| 序列 | 發行日         | 單曲名稱         | 規格編號   | 規格編號   | 規格編號                                    | 最高排名 |
| 序列 | 發行日         | 單曲名稱         | 初回限定盤 | 普通版     | 店舗限定盤                                  | 最高排名 |
| ---- | -------------- | ---------------- | ---------- | ---------- | ------------------------------------------- | -------- |
| 1st  | 2016年5月11日  | nowhere          | 1000598438 | 1000598439 |                                             | 11位     |
| 2nd  | 2017年12月20日 | アルストロメリア | 1000701237 | 1000701238 |                                             | 50位     |
| 3rd  | 2018年12月19日 | rye              | TECI-1609  | TECI-1611  | TEI-103（アニメイト） TEI-104（とらのあな） | 39位     |
| 4th  | 2020年3月4日   | yuanfen          | TECI-1675  | TECI-1676  | TEI-125（アニメイト） TEI-126（とらのあな） | 20位     |
| 5th  | 2022年1月26日  | 鹿乃BEST         |            | SNCL-00053 |                                             | 53位     |

#### 個人商業迷你專輯
| 序列 | 發行日        | 單曲名稱           | 規格編號  | 最高排名 |
| ---- | ------------- | ------------------ | --------- | -------- |
| #    | 2019年9月25日 | いつかの約束を君に | TECI-1655 | 57位     |

### 商業合作
| 樂曲                      | 商業合作                                                 | 時期   |
| ------------------------- | -------------------------------------------------------- | ------ |
| Nocturne                  | 網路動畫《エクスメイデン》片尾曲                         | 2014年 |
| Stella-rium               | 電視動畫《放學後的昴星團》片頭曲                         | 2015年 |
| ディアブレイブ            | 電視動畫《重裝武器》片尾曲                               | 2015年 |
| nameless                  | 電視動畫《發條精靈戰記 天鏡的極北之星》片尾曲            | 2016年 |
| day by day                | 電視動畫《在地下城尋求邂逅是否搞錯了什麼 外傳》片尾曲    | 2017年 |
| Ivy                       | 遊戲《在地下城尋求邂逅是否搞錯了什麼～記憶憧憬～》主題曲 | 2017年 |
| 春に落ちて                | 電視動畫《實驗品家庭》片尾曲                             | 2018年 |
| HOPE                      | 電視動畫《狐狸之声》片尾曲                               | 2018年 |
|                           | TBS/MBS系全国网「プレバト!!」2018年12～2019年1月度片尾曲 | 2018年 |
| 光の道標                  | 電視動畫《碧藍航線》片尾曲                               | 2019年 |
| ルカルカ☆ナイトフィーバー | ABC電視台 《やすともの恋愛島》片尾曲                     | 2019年 |
| 午前0時の無力な神様       | 埼玉電視台 《いろはに千鳥》2020年3月片尾曲               | 2020年 |
| なだめスかし Negotiation  | 電視動畫 《宇崎學妹想要玩！》片頭曲                      | 2020年 |
| コンパスソング            | 電視動畫《裝甲娘戰機》片尾曲                             | 2021年 |
| いちごいちえ Celebration  | 電視動畫 《宇崎學妹想要玩！ω》片頭曲                     | 2022年 |

## 演唱會
| 時間                    | 名稱                                 | 會場                                                         |
| ----------------------- | ------------------------------------ | ------------------------------------------------------------ |
| 2016年7月2日            | ばんび～の                           | shibuya duo MUSIC EXCHANGE（東京）                           |
| 2017年2月10日、18日     | 鹿乃ライブ ～My Little Box～         | 心斎橋 Music Club JANUS（大阪） 竹芝ニューピアホール（東京） |
| 2018年1月28日 - 2月12日 | 鹿乃ライブ ～Alstromeria～           | 名古屋 E.L.L（名古屋） umeda TRAD（大阪） 新宿ReNy（東京）   |
| 2019年1月19日、20日     | 鹿乃ライブ Days - L / R -            | 品川 Club eX（東京）                                         |
| 2019年3月22日、24日     | 鹿乃 ライブ Days In 中國             | MAOlivehouse上海（上海市） MAOlivehouse廣州（廣州市）        |
| 2020年3月29日           | ReBirth                              | VR直播演唱會                                                 |
| 2020年12月26日          | KILIG                                | 直播演唱會                                                   |
| 2022年1月30日           | 鹿乃BESTリリース記念ライブ～musica～ | 直播演唱會                                                   |
| 2024年9月14日           | 虹色ラプソディ・星空ノクターン       | かつしかシンフォニーヒルズ（東京）                           |

## 演出作品

### 電台廣播
- 鹿乃のばんび〜のラジオ（FM-FUJI：2015年7月3日至2019年9月27日，每週五25;00至25;30（即週六0:至0:30分））
- 鹿乃のかくかくしかじかありまして！（文化放送：2019年4月3日至2020年3月25日，每周四26:30至27:00）
- 鹿乃 - yuanfen Stories  (JFN PARK配信:2020年3月4日 - 3月13日)

## 外部連結
- 鹿乃 official site（页面存档备份，存于）
- 鹿乃 Warner Bros. Home Entertainment Official Website（页面存档备份，存于）
- 鹿乃 / IMPERIAL RECORDS（页面存档备份，存于）
- ばんび～の（页面存档备份，存于） - 官方部落格
- 鹿乃オフィシャルブログ - Powered by LINE（页面存档备份，存于）（2015年11月19日 - ）
- 歌ってみた【鹿乃】（页面存档备份，存于） - niconico動畫
- YouTube上的鹿乃 / Kano official channel（作为歌手）的頻道
- YouTube上的鹿乃 / MKLNtic（作为虚拟YouTuber）的頻道
- 鹿乃的X（前Twitter）
- 鹿乃的Instagram帳戶
- 鹿乃（页面存档备份，存于） -
- 鹿乃ちゃん的哔哩哔哩个人空间